# 梅斯·艾纳克
梅斯·艾纳克（普什圖語： مس عینک，意為“小銅礦”）是阿富汗盧格爾省的一個貧瘠地區，位於首都喀布爾東南部40公里。該地區包含阿富汗最大的銅礦，以及一個考古遺址。該遺址有超過400尊佛像，佛塔和40公頃寺廟群。它也是來自巴基斯坦武裝分子的一個重要中轉站。考古學家於21世紀才在佛教遺址下發現還有一個距今5000年的青銅時代遺址，其中包括一個古老的銅冶煉爐。由於阿富汗政府希望開採遺址下的銅礦，因此遺址可能遭到破壞。

## 歷史
梅斯·艾纳克過去是絲綢之路上的重要驛站，該地出土的文物反映了亞洲與中東文化交會的影響，例如雕像與文物的材料來自巴基斯坦、伊拉克、中國與印度。

## 銅礦
中國冶金科工集團於2007年簽約投资27亿7千5百萬欧元（約30億美元），取得了該地銅礦的開採權。2024年7月24日開工。

## 考古工作

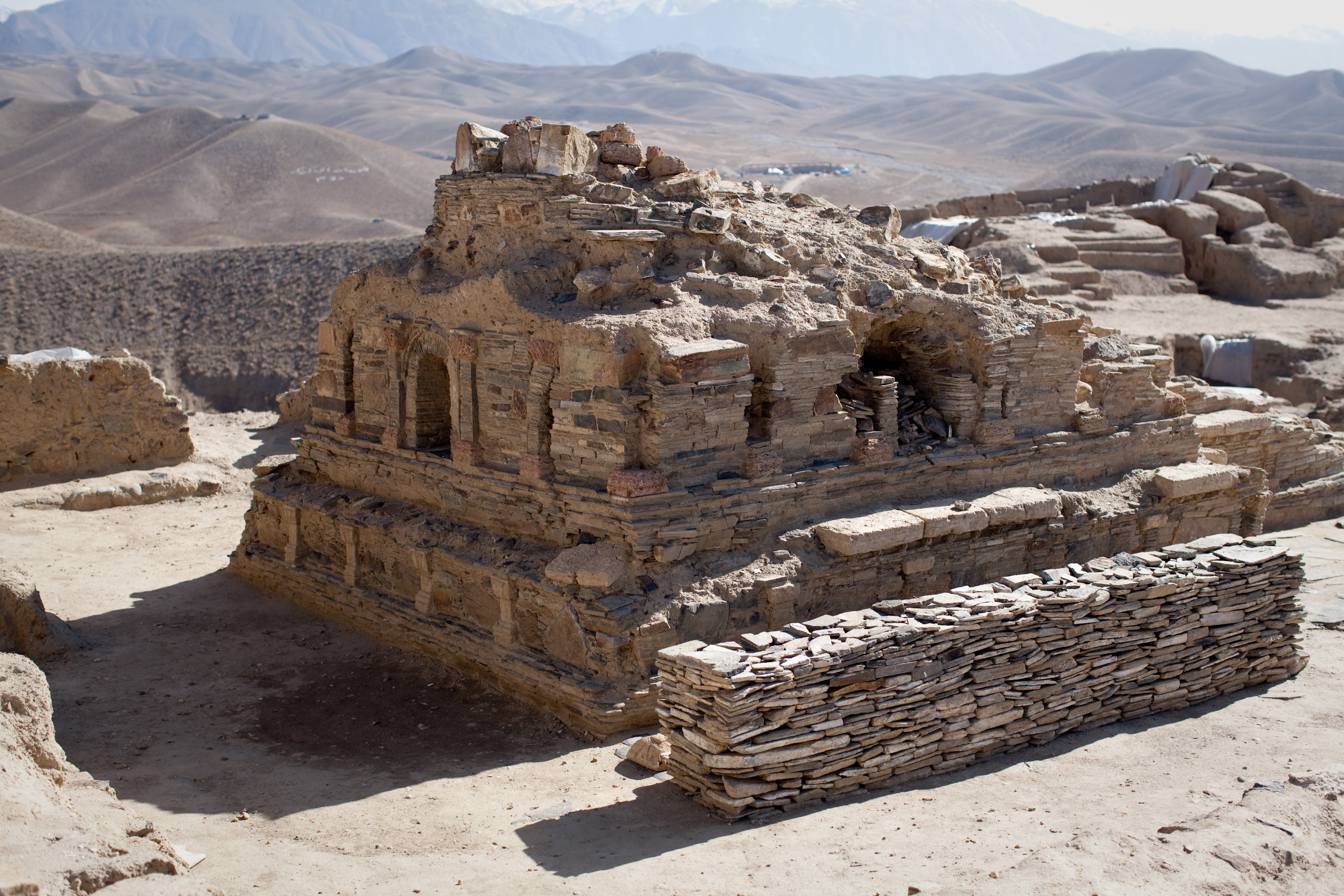
佛塔

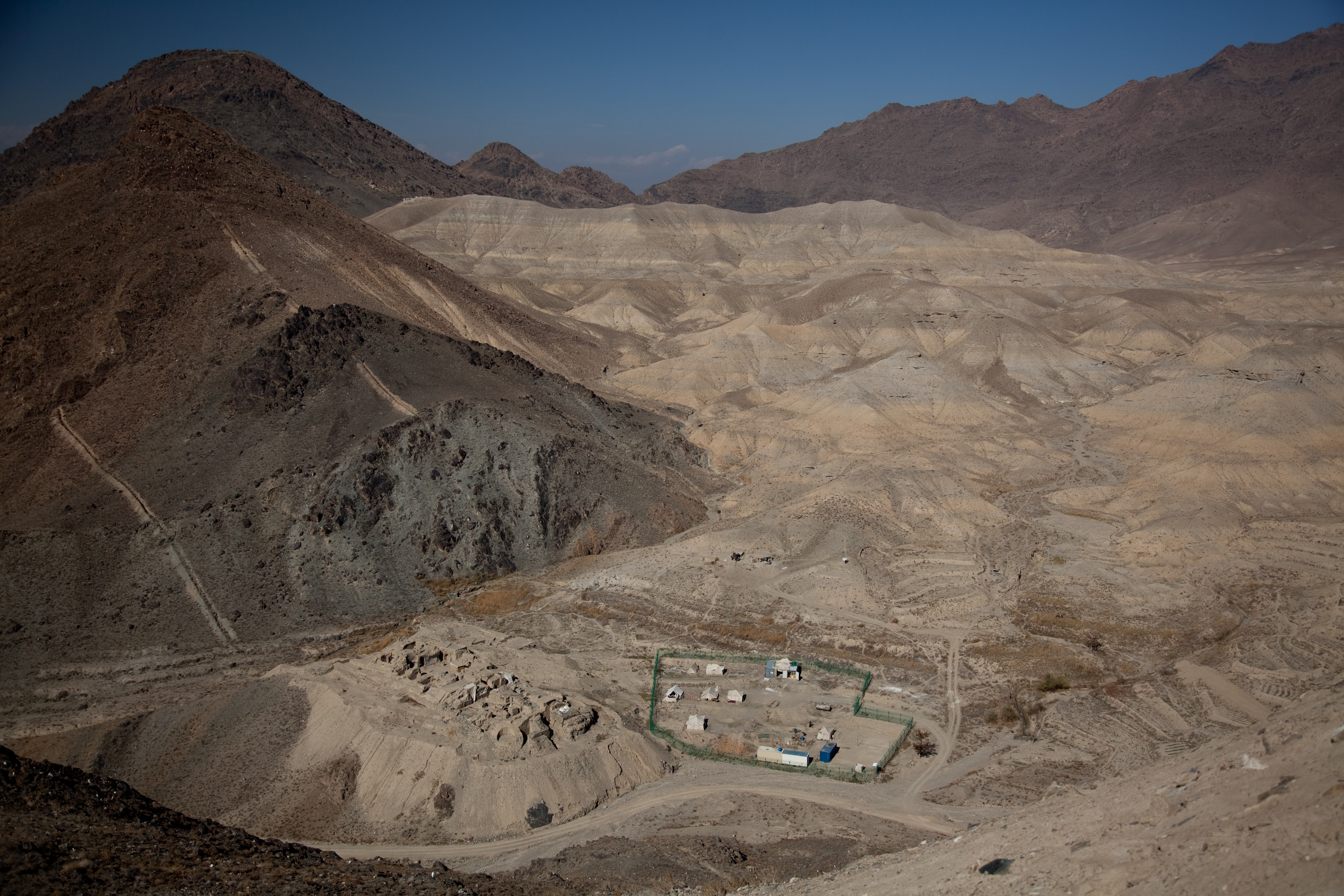
考古學家的營地離寺院不遠

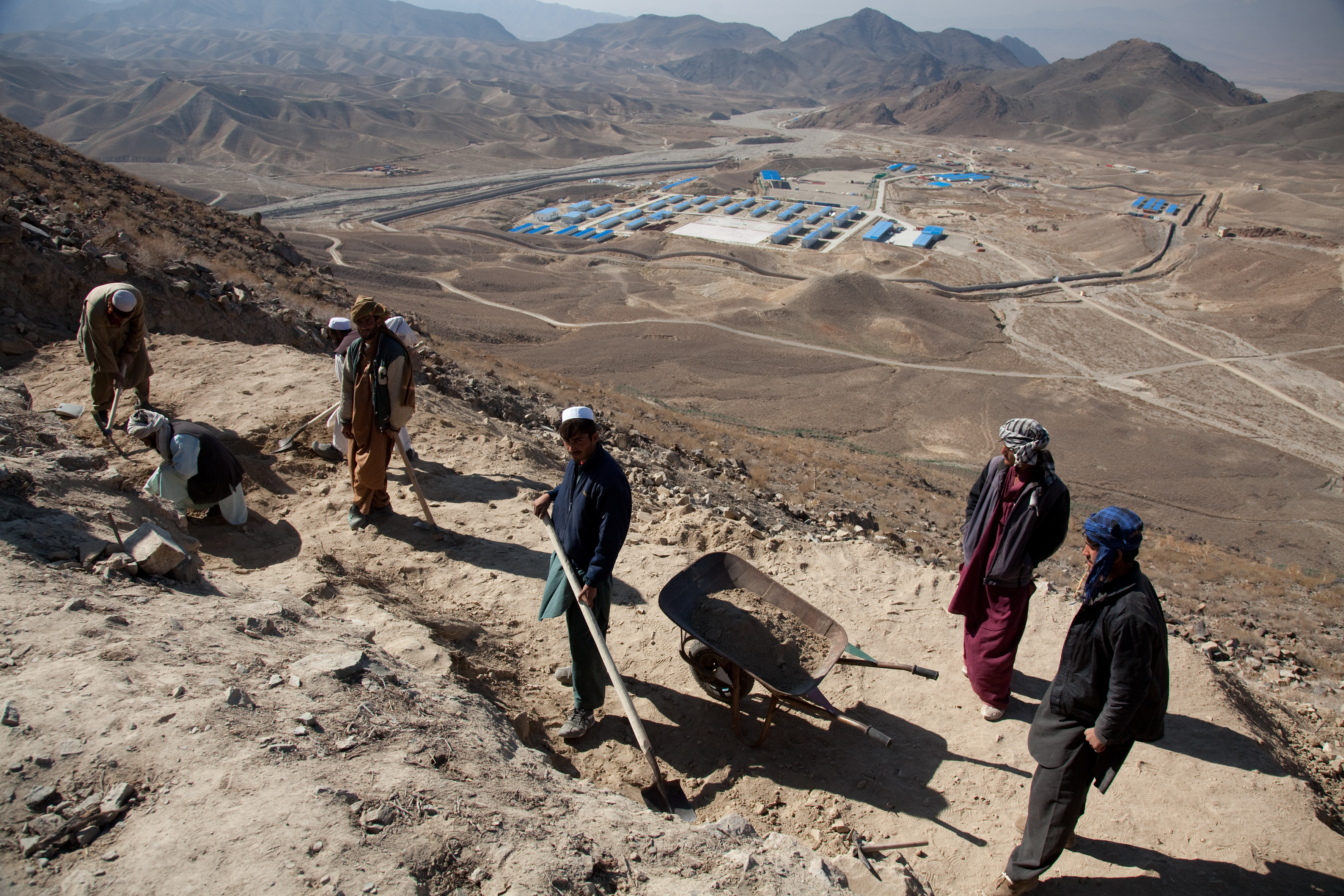
考古學家發掘寺院

## 考古圖片集錦

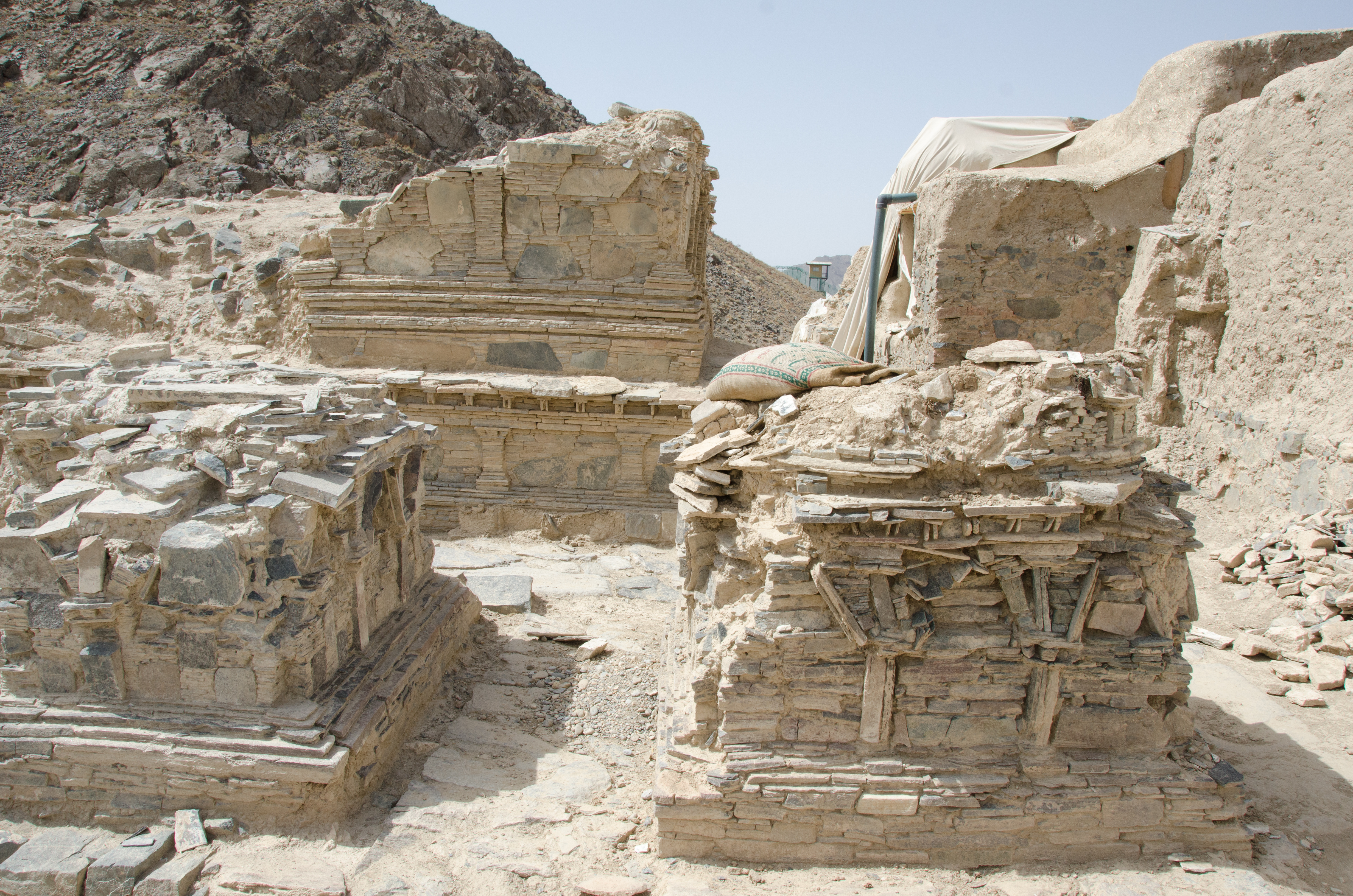
梅斯·艾纳克的佛塔
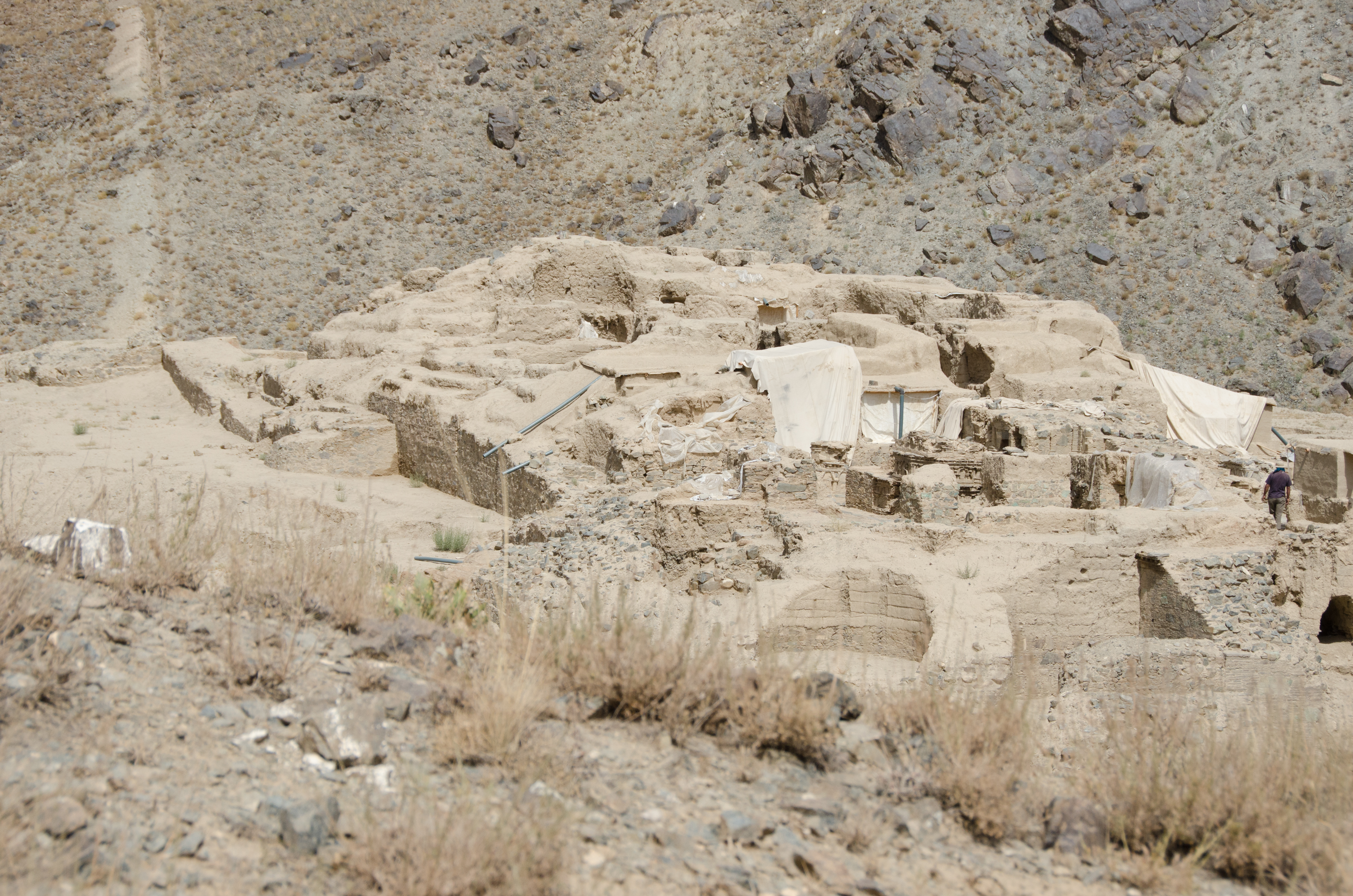
梅斯·艾纳克寺院鳥勘圖
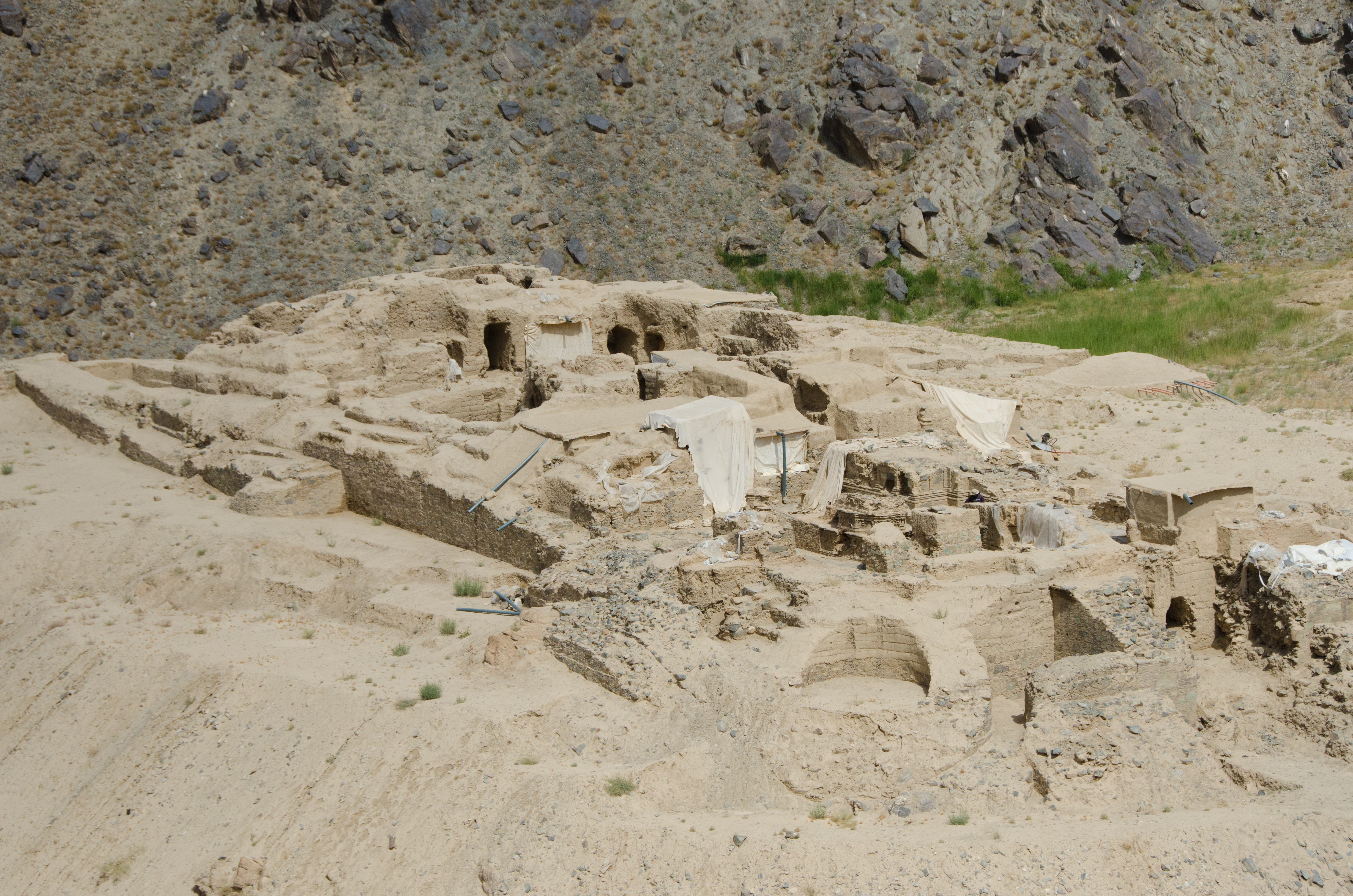
梅斯·艾纳克寺院鳥勘圖
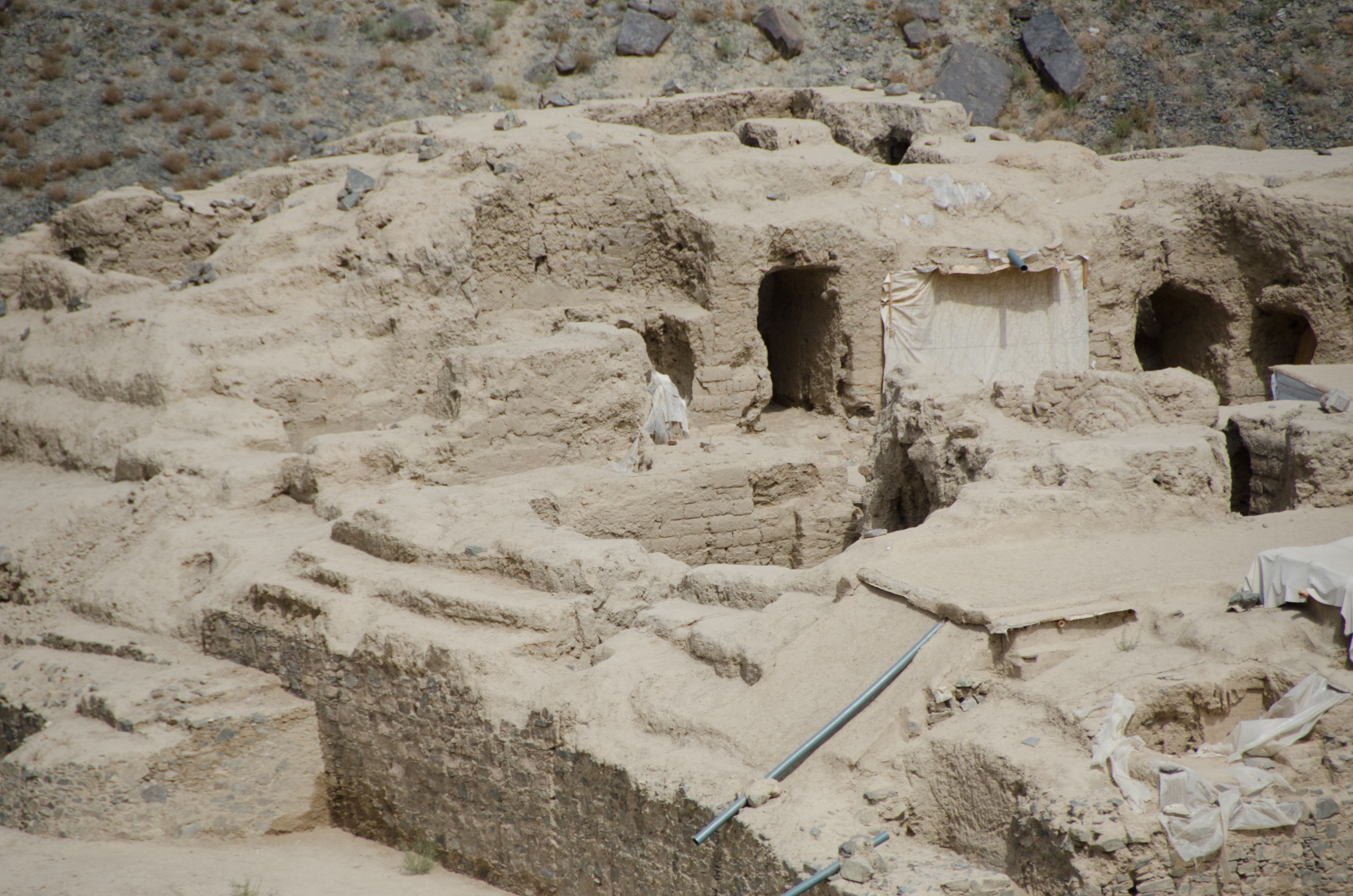
梅斯·艾纳克寺院結構
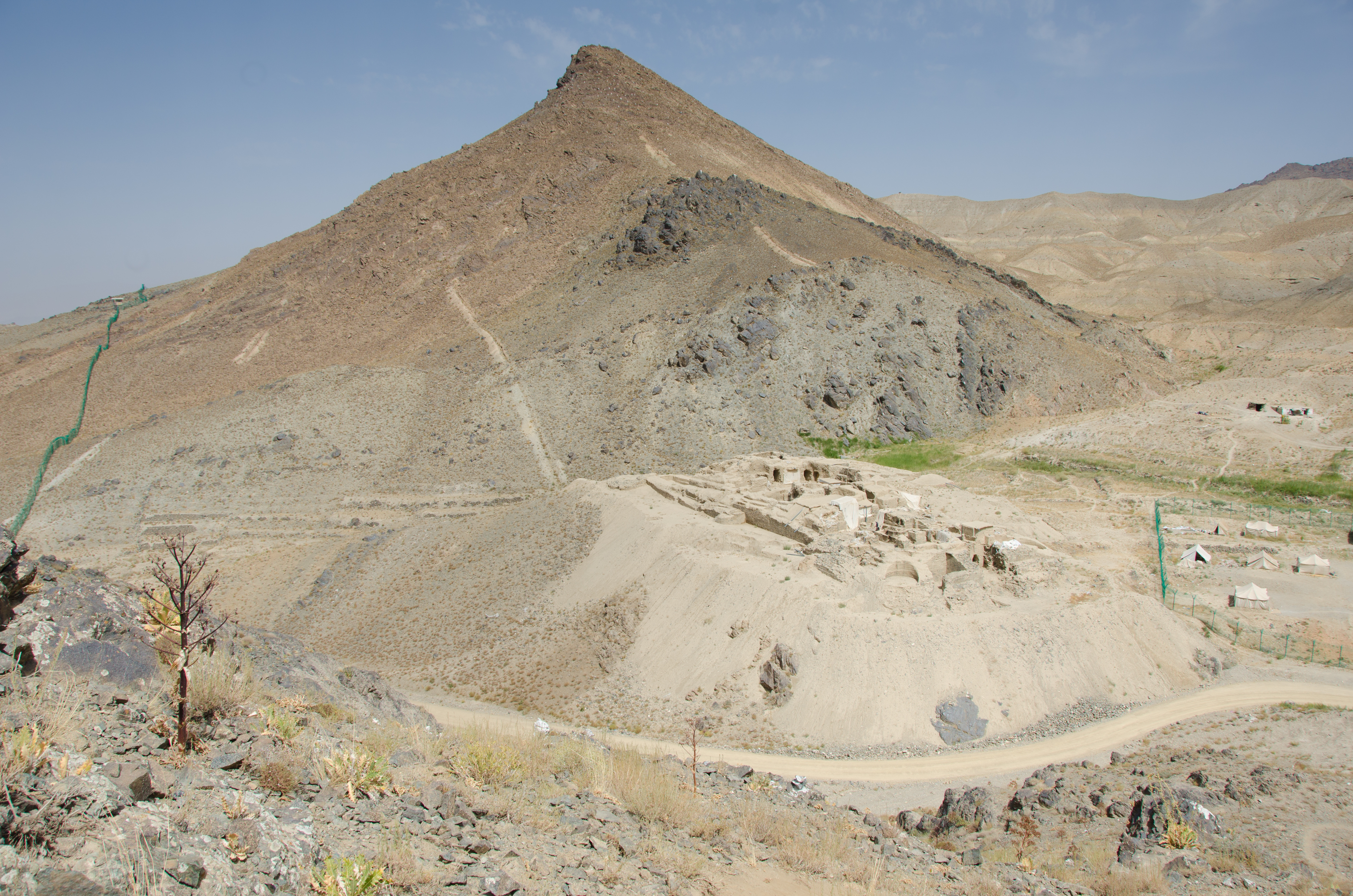
梅斯·艾纳克北部鳥勘圖
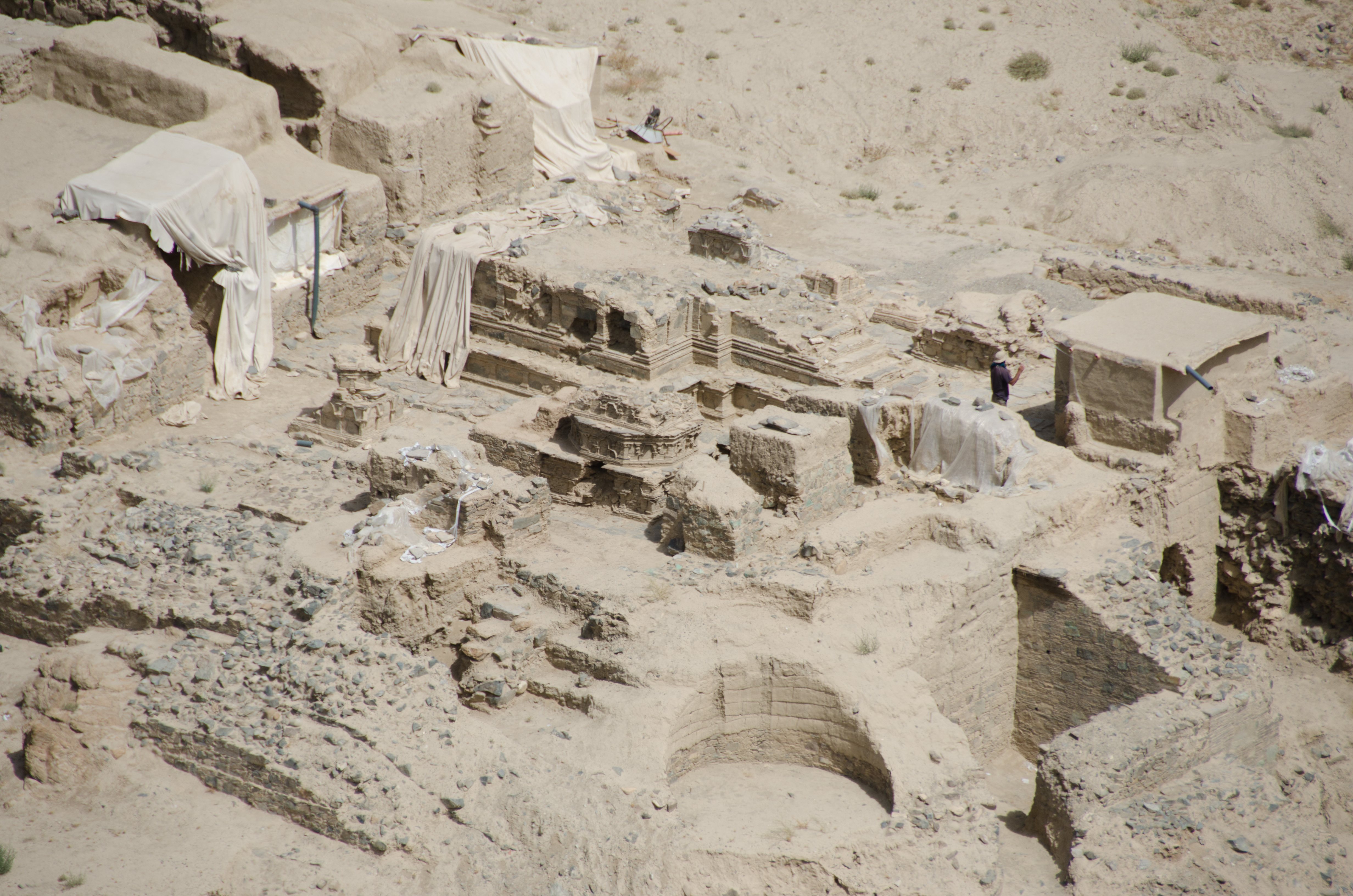
梅斯·艾纳克寺院結構
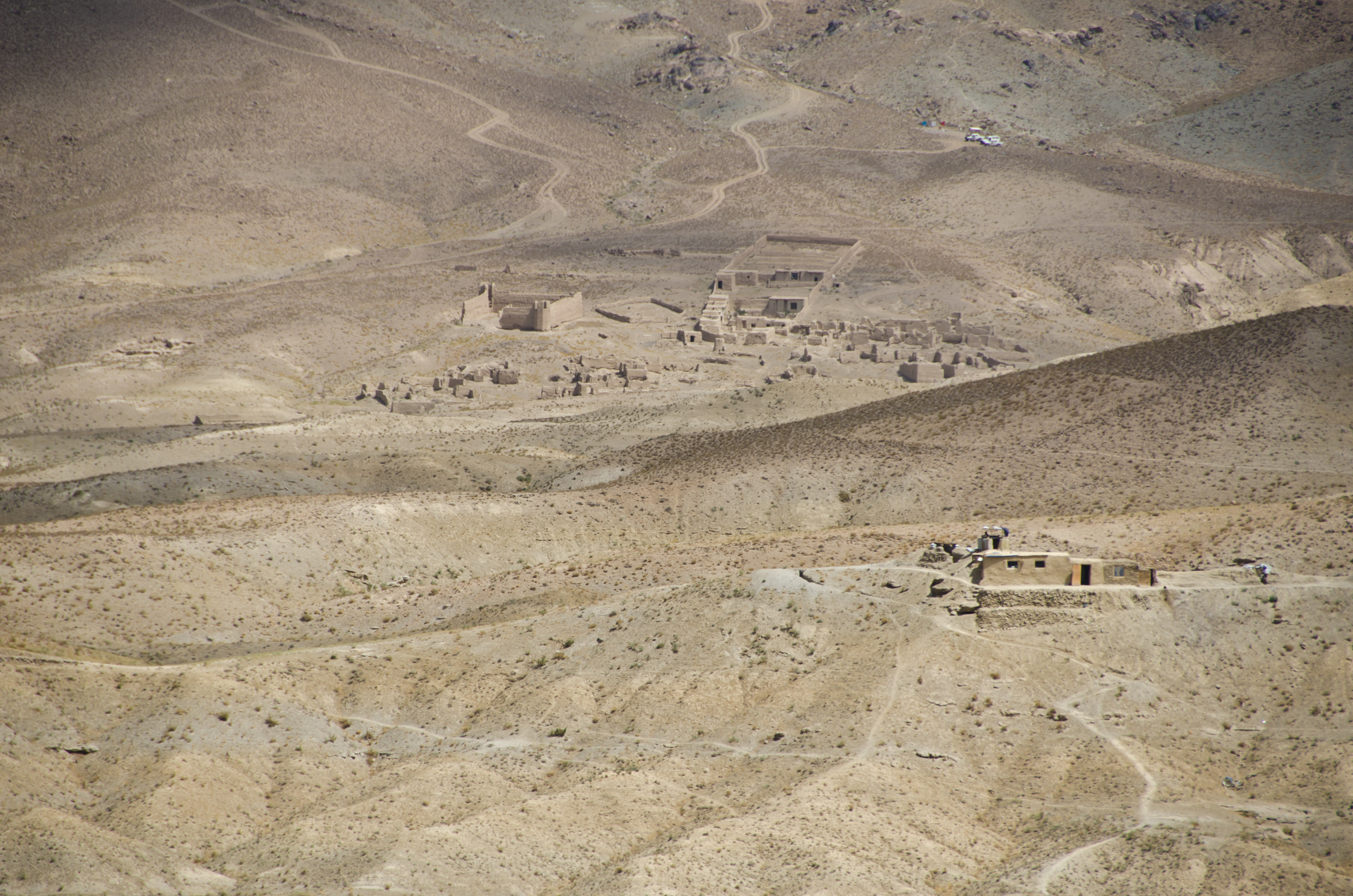
梅斯·艾纳克鳥勘圖
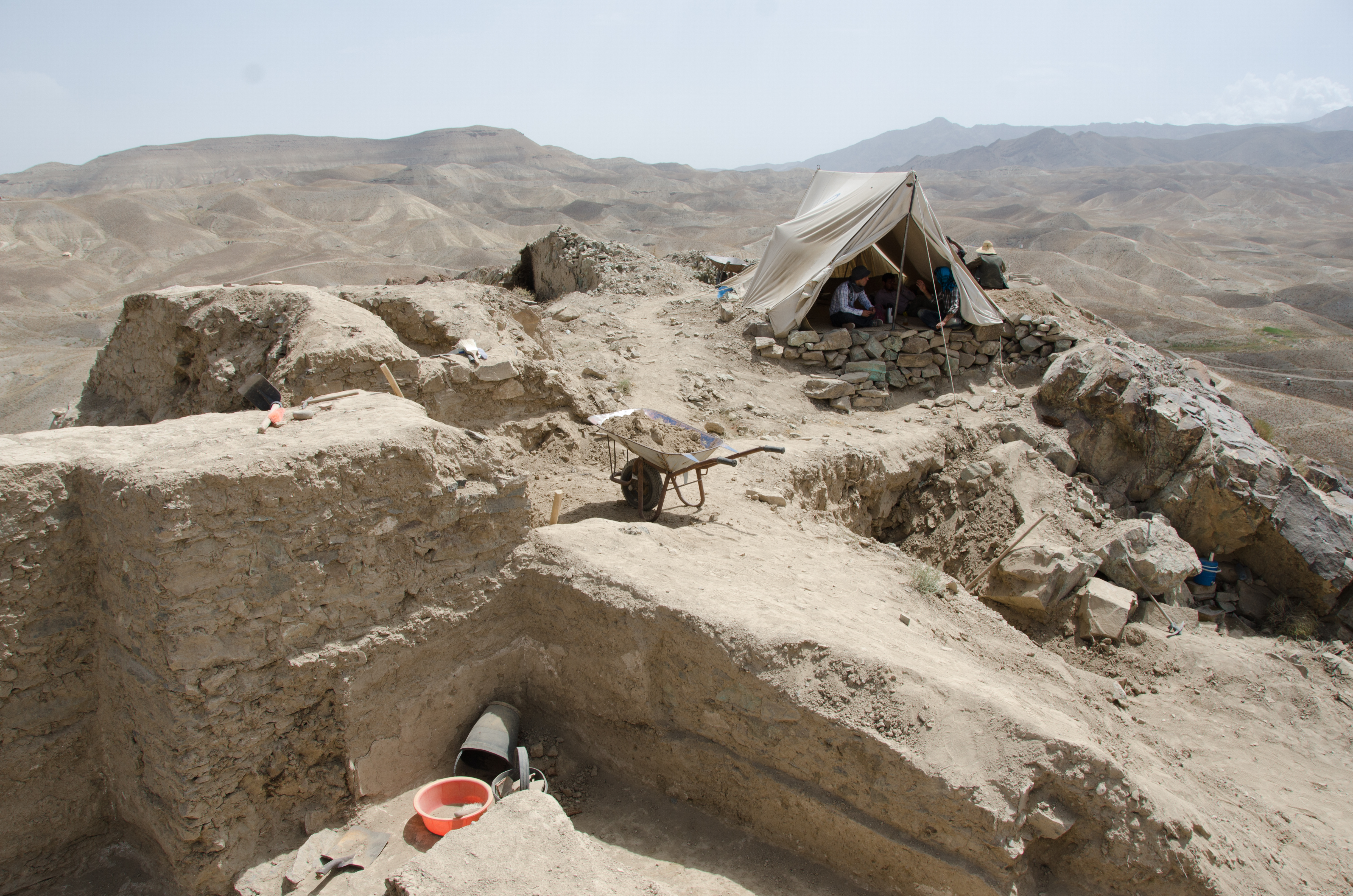
梅斯·艾纳克山丘頂上挖掘
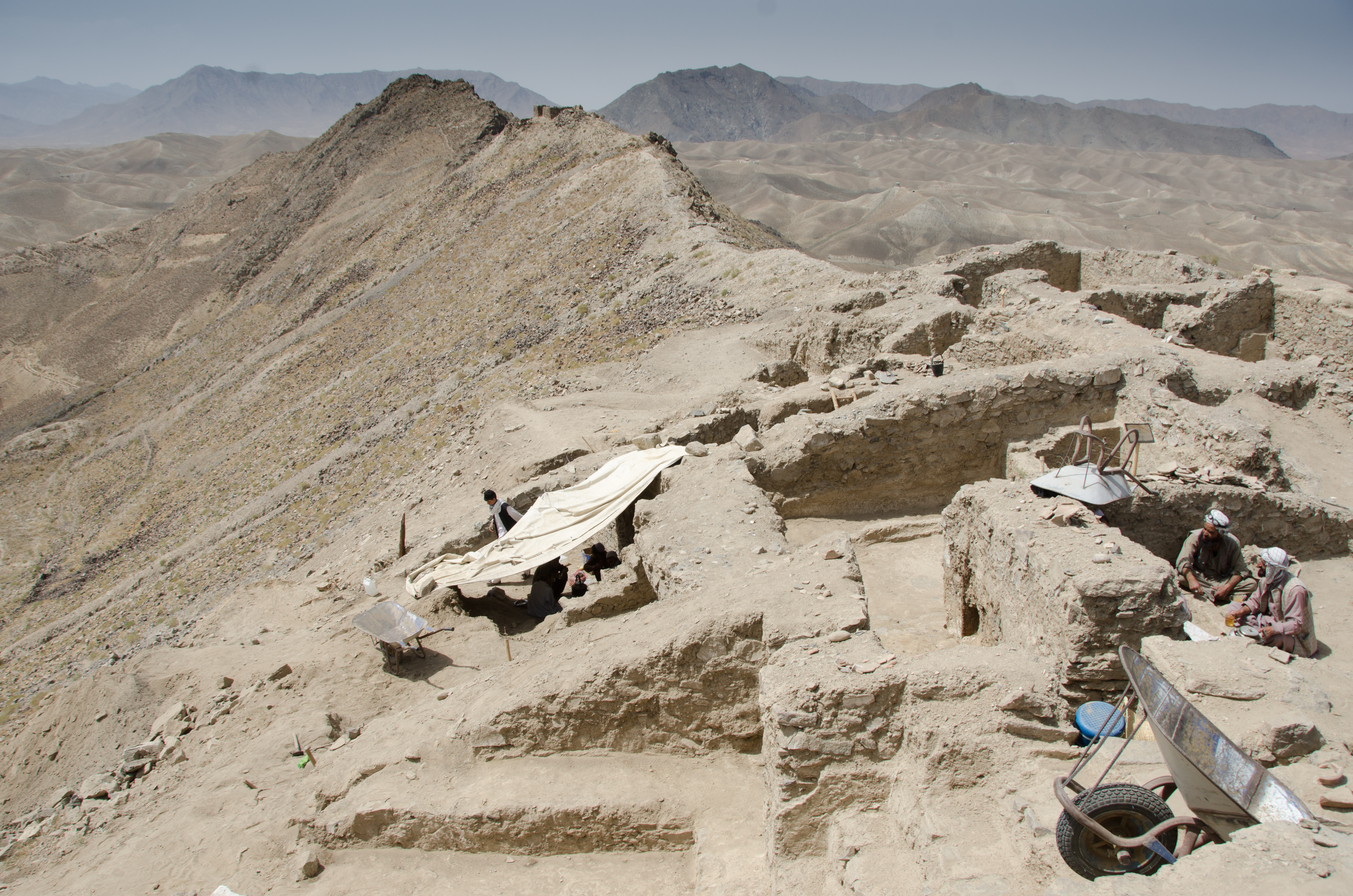
梅斯·艾纳克山丘頂上挖掘 2
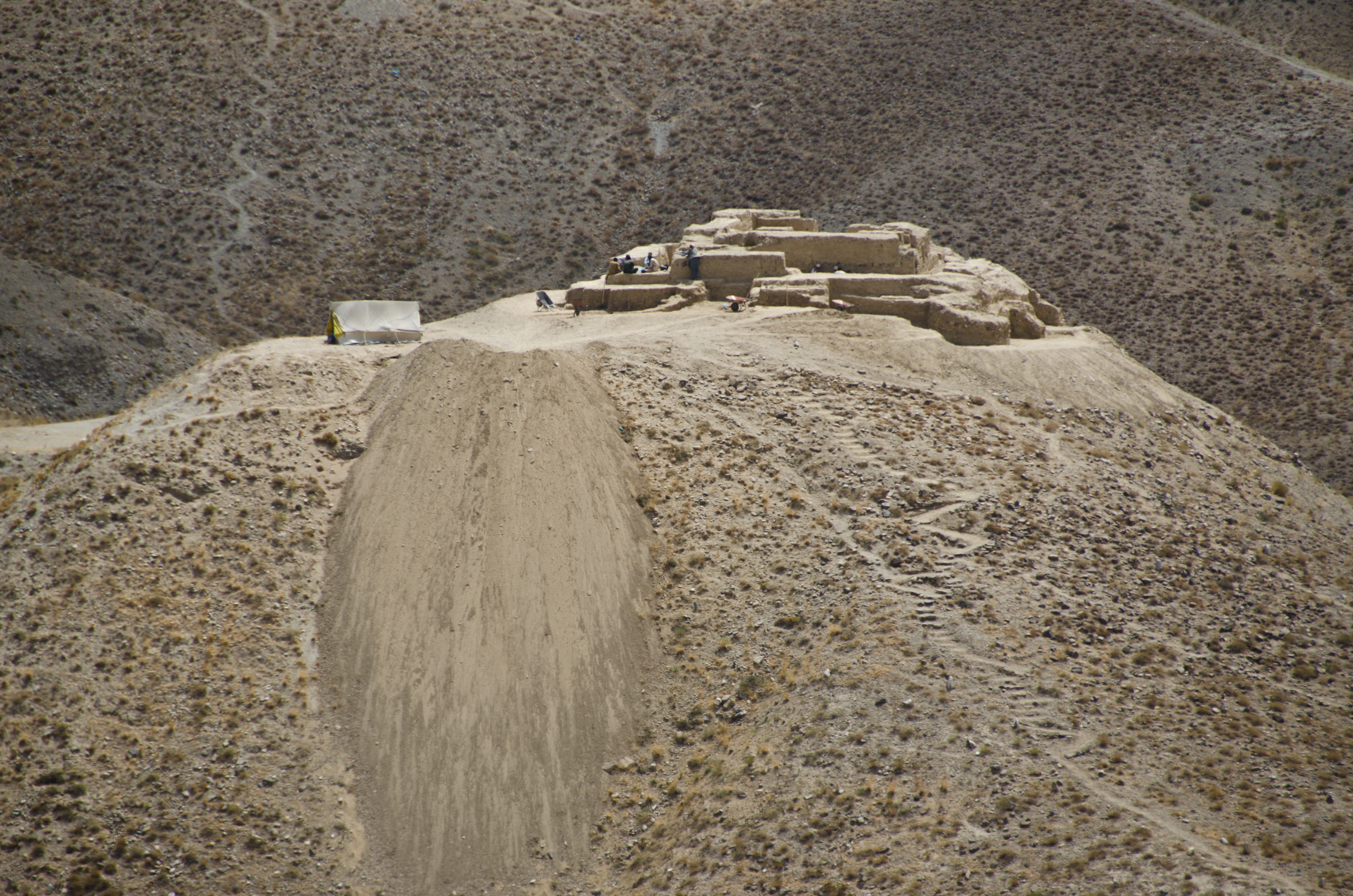
梅斯·艾纳克東部山丘鳥勘圖
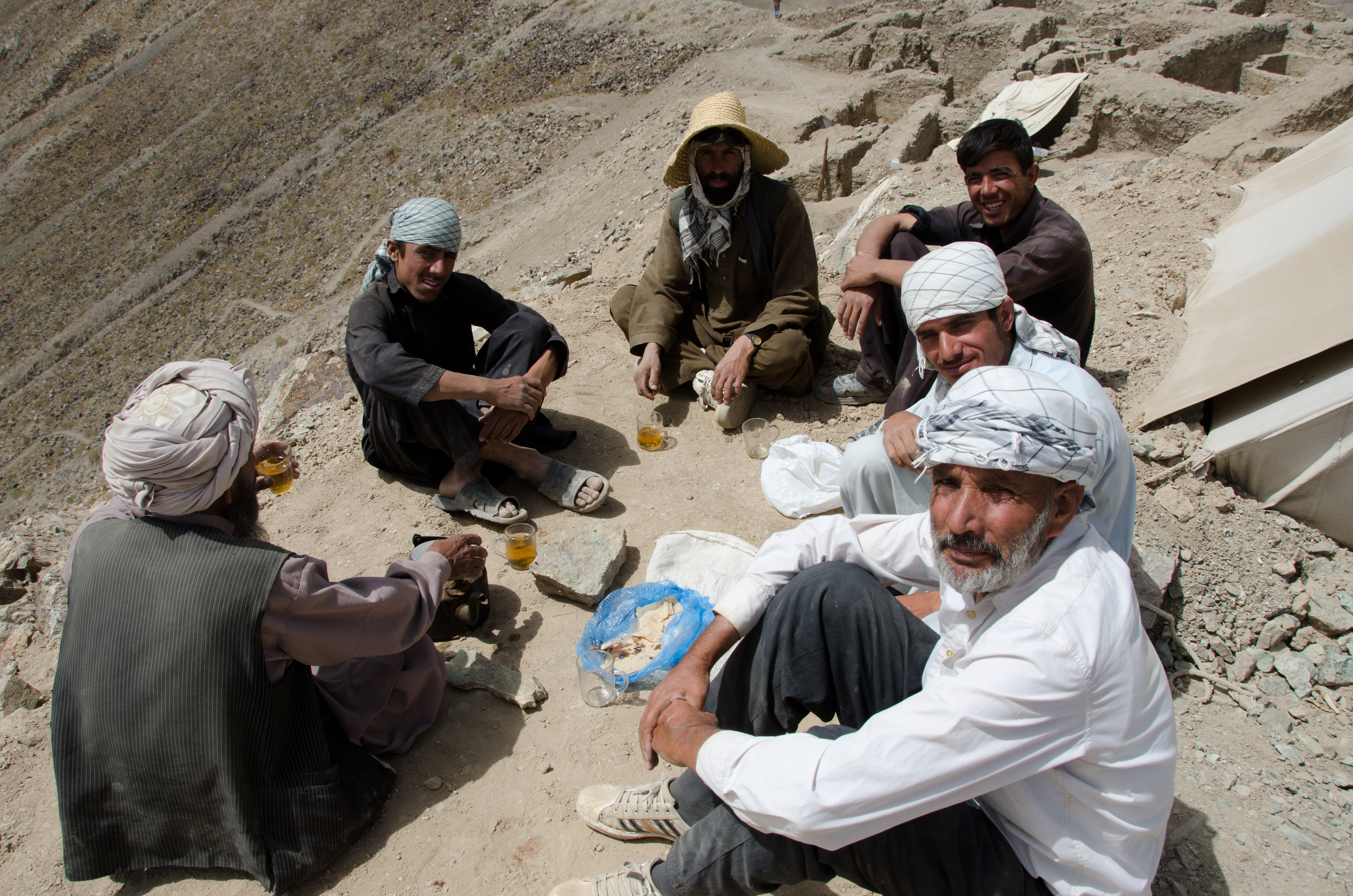
工人在梅斯·艾纳克山丘頂上挖掘
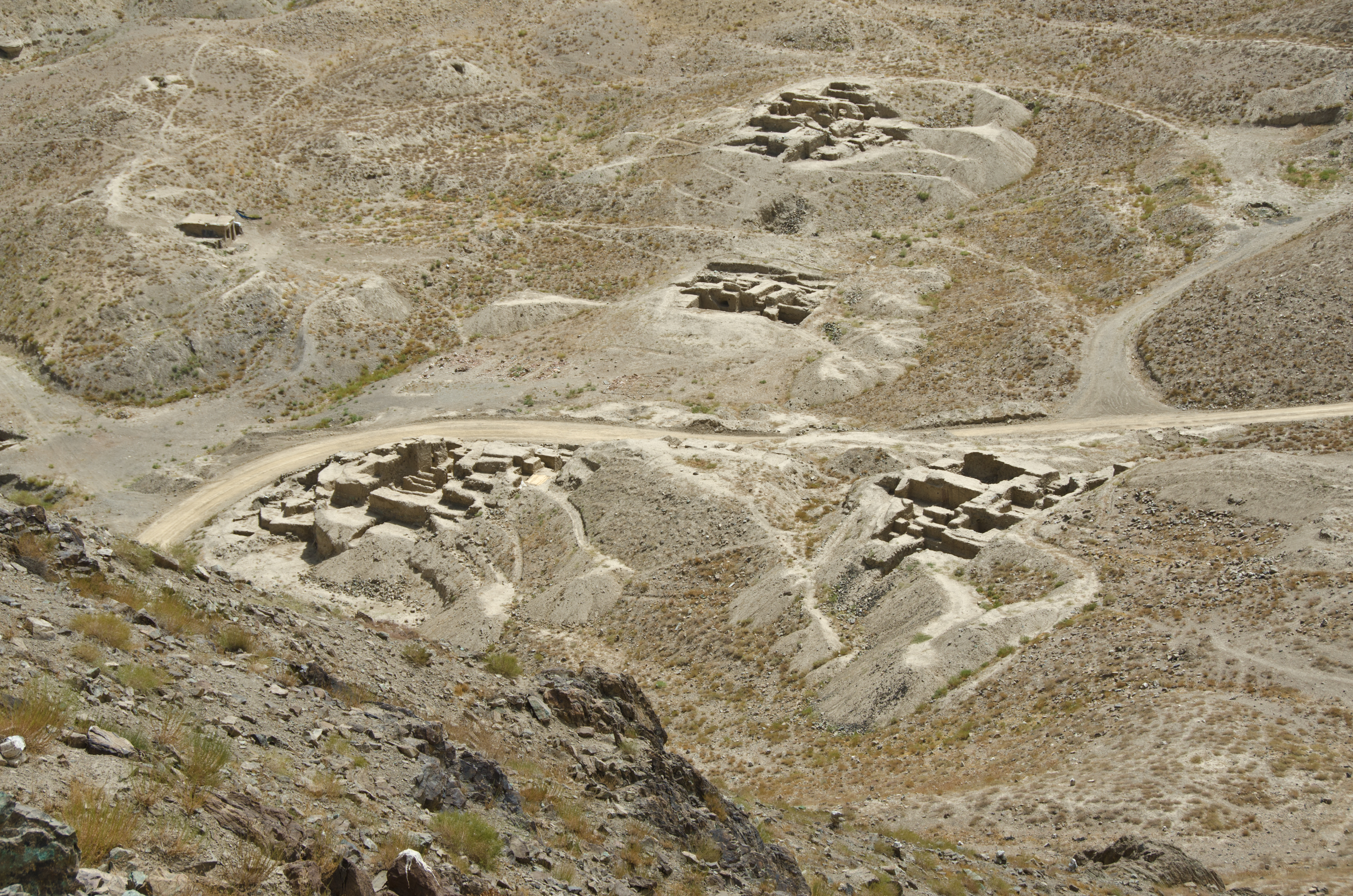
梅斯·艾纳克東部鳥勘圖

## 紀錄片
西北大學教授布倫特E.霍夫曼（Brent E. Huffman）執導的紀錄片Saving Mes Aynak（《保存梅斯·艾纳克》）講述了梅斯·艾奈克考古遺址的故事，以及銅礦給考古學家、中國工人和當地的阿富汗人造成的危險環境。影片的主要人物包括領導緊急保護工作的法國考古學家Philippe Marquis；阿富汗國家考古院的阿富汗考古學家Abdul Qadeer Temore；中國冶金科工集團公司經理劉文明；和為美國國務院工作的美國考古學家Laura Tedesco。該紀錄片於2014年11月在阿姆斯特丹國際紀錄片電影節首演，在美國於2015年的Full Frame Documentary Film Festival首演。